# Lok-Sabha-Wahlkreis Hassan
Der Lok-Sabha-Wahlkreis Hassan ist ein Wahlkreis bei den Wahlen zur Lok Sabha, dem Unterhaus des indischen Parlaments. Er liegt im Bundesstaat Karnataka und umfasst den gesamten Distrikt Hassan sowie einen kleineren Teil des Distrikts Chikkamagaluru.
Bei der letzten Wahl zur Lok Sabha waren 1.561.336 Einwohner wahlberechtigt.

## Letzte Wahl
Die Wahl zur Lok Sabha 2014 hatte folgendes Ergebnis:
| Kandidat              | Partei                | Stimmen |
| --------------------- | --------------------- | ------- |
| H. D. Deve Gowda      | JD(S)                 | 44,4 %  |
| A. Manju              | INC                   | 35,7 %  |
| C. H. Vijayashankar   | BJP                   | 14,4 %  |
| A. P. Ahamed          | BSP                   | 1,7 %   |
| Sonstige              | Sonstige              | 32, %   |
| Keiner der Kandidaten | Keiner der Kandidaten | 0,6 %   |

## Wahl 2009
Die Wahl zur Lok Sabha 2009 hatte folgendes Ergebnis:
| Kandidat           | Partei   | Stimmen |
| ------------------ | -------- | ------- |
| H. D. Deve Gowda   | JD(S)    | 50,6 %  |
| K. H. Hanume Gowda | BJP      | 20,9 %  |
| B. Shivaramu       | INC      | 20,2 %  |
| A. P. Ahamed       | BSP      | 2,4 %   |
| K. D. Revanna      | Unabh.   | 1,5 %   |
| B. C. Vijayakumara | Unabh.   | 1,3 %   |
| Sonstige           | Sonstige | 3,1 %   |

## Bisherige Abgeordnete
| Wahl | Name                 | Partei | Stimmen              |
| ---- | -------------------- | ------ | -------------------- |
| 1957 | H. Siddananjappa     | INC    | ohne Gegenkandidaten |
| 1962 | H. Siddananjappa     | INC    | 46,0 %               |
| 1967 | N. Shivappa          | SWA    | 57,2 %               |
| 1971 | N. Shivappa          | INC    | 62,3 %               |
| 1977 | S. Nanjesha Gowda    | JNP    | 49,7 %               |
| 1980 | H. N. Nanjegowda     | INC(I) | 49,2 %               |
| 1984 | H. N. Nanjegowda     | INC    | 49,2 %               |
| 1989 | H. C. Srikantaiah    | INC    | 54,2 %               |
| 1991 | H. D. Deve Gowda     | JD     | 37,6 %               |
| 1996 | Y. N. Rudreshagowda  | JD     | 41,3 %               |
| 1998 | H. D. Deve Gowda     | JD     | 39,4 %               |
| 1999 | G. Putta Swamy Gowda | INC    | 46,4 %               |
| 2004 | H. D. Deve Gowda     | JD(S)  | 50,7 %               |
| 2009 | H. D. Deve Gowda     | JD(S)  | 50,6 %               |
| 2014 | H. D. Deve Gowda     | JD(S)  | 44,4 %               |

## Wahlkreisgeschichte
Der Wahlkreis Hassan besteht seit der Lok-Sabha-Wahl 1957. Vorgängerwahlkreis bei der ersten Lok-Sabha-Wahl 1951 war der Wahlkreis Hassan-Chikmagalur. Bis 1973 gehörte der Wahlkreis zum Bundesstaat Mysore, ehe dieser 1973 in Karnataka umbenannt wurde. 